# Panque
Panque es una freguesia portuguesa del concelho de Barcelos, con 6,81 km² de superficie y 750 habitantes (2001). Densidad de población: 110,1 hab/km².